# نبرد ساچون (۱۵۹۲)
نبرد ساچون (انگلیسی: Battle of Sacheon) یک نبرد دریایی بود که در خلال تهاجم ژاپن به کره (۱۵۹۸–۱۵۹۲) بین نیروهای دریایی ژاپن و کره درگرفت. اولین نبرد دریاسالار یی سون شین بود که در آن برای اولین بار از کشتی لاک‌پشتی استفاده‌شد.